# Oceanites pincoyae
Oceanites pincoyae (лат.) — вид птиц из семейства Oceanitidae отряда буревестникообразных. Видовое название дано в честь Пинкойи — женского водяного духа в чилотской мифологии. Известно об обитании этих птиц только в водах у принадлежащего Чили острова Чилоэ.

## История изучения
Существование нового вида птиц было заподозрено благодаря фотографиям, сделанным в 2009 году Seamus Enright и Michael O’Keeffe. В 2011 году одна самка была поймана (голотип находится в музее Museo Nacional de Historia Natural in Santiago, Chile), ещё 11 экземпляров было поймало, описано и отпущено, а в 2013 году опубликовано научное описание. При этом выяснилось, что два экземпляра этого вида уже были добыты в 1972 и 1983 годах, но ошибочно отнесены к близкому виду Oceanites oceanicus.

## Описание
Голотип, самка, изученная в 2011 году, имела длину головы и клюва в 32,9 мм, хвоста в 57 мм, размах крыльев в 330 мм и вес в 24 г.
Окрас птиц в основном в тёмно-коричневой и серебряно-серой гамме.

## Численность
Размер популяции оценивают в 3000 особей, из которых примерно 2000 взрослых. Динамика изменения численности пока не известна.